# 大沢商会
株式会社大沢商会（おおさわしょうかい、英: J.Osawa Group Co., Ltd.）は、東京都中央区日本橋小伝馬町に本社を置く、海外商品の輸入卸販売や国内商品の企画販売を行う専門商社である。過去には現在の東京証券取引所プライム及びスタンダードに上場していた。

## 概要
1890年に京都で柱時計を製造する会社として創業され、創業から今日に至るまで国内外の高級ブランドを取り扱っている。
1928年にベル&ハウエルを扱い始めた他、1955年にはアメリカに現地法人を立ち上げて東京光学（現・トプコン）の二眼レフカメラプリモフレックス等を輸出し、1980年代には独自ブランドのレンズを販売しており、現在でも映像機材の分野に強い。現在のデジタルカメラがその源流である。
時計、映像機器以外でも自動車、スポーツ用品、カバン、宝飾品、アパレル等、高級輸入品を中心に幅広い製品を扱っている。
1984年、戦後第3位の記録となる1250億円の負債を抱えて会社更生法に基づく更生手続の開始を申請し倒産。西武百貨店を中核としたセゾングループの一員となり再建された。その後セゾングループから離脱し、2003年にユニマットグループの傘下に入った後、2014年に独立している。

## 沿革
- 1890年（明治23年） - 大澤善助が京都で柱時計を製造する会社として創業。
- 1895年（明治28年） - 第4回内国勧業博覧会の際アメリカ合衆国のアンソニアと輸入契約を結び、以後機械の自社製造を諦めアンソニア製の機械を国産の箱に入れて販売するようになる。
- 1897年（明治30年） - 大沢商会設立。
- 1904年（明治37年）5月 - 時計工場が火災で焼失。
- 1919年（大正8年）4月10日 - 改組。
- 1928年（昭和3年） - ベル&ハウエルの輸入を開始。
- 1955年（昭和30年） - アメリカに現地法人設立。
- 1962年（昭和37年） - 本社を京都から東京に移す。
- 1972年（昭和47年） - フランスに現地法人設立。
- 1984年（昭和59年）2月29日 - 会社更生法適用により倒産。本社を港区芝浦に移しセゾングループ傘下で再建を行なう。
- 2003年（平成15年） - ユニマットグループに営業譲渡。社名「大沢商会グループ」として発足。
- 2013年（平成25年） - 株式会社チェルシーと合併。
- 2014年（平成26年）4月 - ユニマットグループのユニマットゴルフマネジメントに吸収合併され、ユニマット大沢商会となる。「大沢商会グループ」は解散[1]。
- 2014年（平成26年）7月 - ユニマット大沢商会から会社分割により、株式会社大沢商会を設立[2]。ユニマット大沢商会はユニマットヴェラシス及び南西楽園リゾートを吸収合併し、ユニマットリゾート&コミュニティ（現・ユニマットプレシャス）となる[3]。同時に社内のチェルシーカンパニー事業を分離し、（新）株式会社チェルシーに移管[4]。

## 取り扱いブランド（過去も含む）
- ゼロハリバートン（ブリーフケース）
- アンディアモ（ブリーフケース）
- ゼニス - 現在は日本法人であるLVMH・ジャパンが正規代理店になっている。
- キャサリン・ハムネット（時計）
- ジャガー・ルクルト - 現在は日本法人であるリシュモン・ジャパンが正規代理店になっている。
- ブライトリング - 現在は日本法人であるブライトリング・ジャパンが正規代理店になっている。
- ノモス・グラスヒュッテ（ドイツ・腕時計）
- ラコステ - 1980年代以降に代理店契約を締結した三共生興グループを経て、日本法人として設立したラコステジャパンが正規代理店になっている。
- ベル&ハウエル（アメリカ・撮影機材）
- アンジェニュー（フランス・撮影機材）
- アリフレックス（ドイツ・撮影機材）- 現在のデジタル化する以前のニュース、映画の映像の分野で活躍し、当時NHK、札幌テレビ放送、仙台放送、北陸放送などのテレビ局の他、三船プロダクションなどを主な顧客に持っていた。
- アルファロメオ - フィアット傘下に入った現在は、日本法人であるフィアット・オートジャパンが日本総輸入元となっている。
- AMF（ボウリング場設備・ボウリング用品）- 伊藤忠との合弁で設立した旧日本AMFを通じて国内に流通、ダイフクキュービカエーエムエフカンパニー（ダイフク子会社）を経て現在はアメリカンボウリングサービスが正規代理店になっている。
  - ヘッド（テニス・スキー・スノーボード用品） - 現在は伊藤忠商事が正規代理店になっている。
- ポニー
- クラブメッド
- WD-40（アメリカ・防錆潤滑剤）- 現在はエステートレーディングが正規代理店になっている。
- アーマオール（自動車用浸透性保護艶出し剤）- ナポレックスを経て現在はセイワが正規代理店になっている。
- ブルーコーラル（自動車用ワックス・ケミカル用品）
- ドルフ（自動車用ケミカル用品）- 現在はデンソーセールスが正規代理店になっている。
- オートマック（カーエアコン）
- J.O.（撮影機材・学校教材）
- ブルーリバージュエリー（高級宝飾品）
- グルーマティック（瞬間接着剤）- 販路がホームセンター・金物店・ガソリンスタンド（給油所）で、日用品や市販化成品としては非常に特殊な存在であった。
- エルラーセン